# Amilcare Malagola
Amilcare Malagola (né le 24 décembre 1840 à Modène et mort le 22 juin 1895 à Fermo) est un cardinal italien de la fin du XIXe siècle.

## Biographie
Malogola est élu évêque d'Ascoli Piceno en 1876 puis archevêque de Fermo en 1877. Le pape Léon XIII le crée cardinal lors du consistoire du 16 janvier 1893.

## Succession apostolique
Amilcare Malagola a ordonné les évêques suivants :
- Évêque Bartolomeo Ortolani (de) (1877)
- Archevêque Roberto Papiri (1887)
- Archevêque Mariano Gavasci, O.F.M.Cap. (1890)
- Évêque Gabriele Neviani, O.F.M. (1893)
- Cardinal Giovanni Tacci Porcelli (1895)
- Évêque Raimondo Jaffei (it) (1895)